# 돌턴 갱

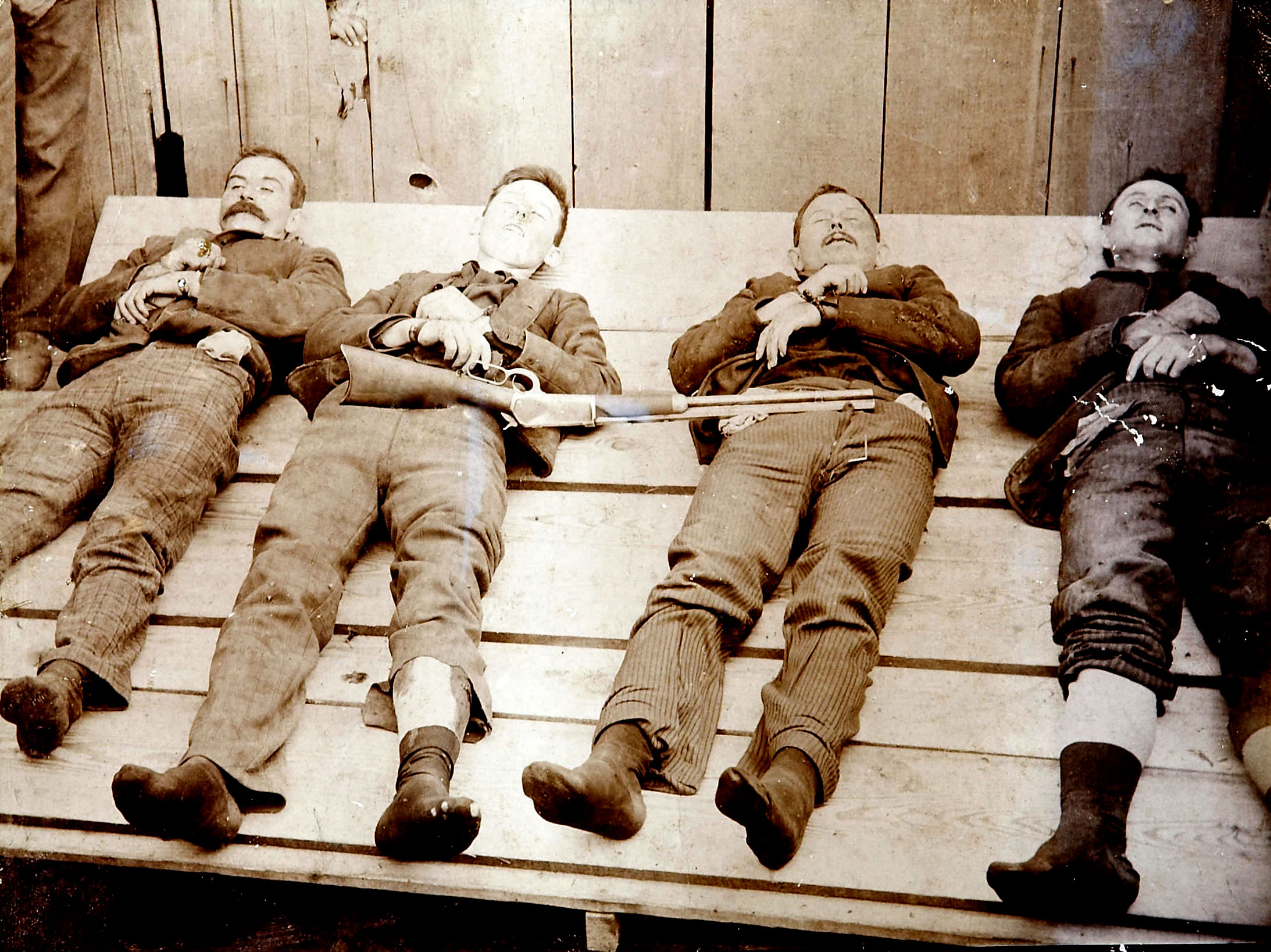
1892년 커피빌 은행강도 사건 때 사살된 돌턴 갱스터 4인.

돌턴 갱(Dalton Gang)은 1890년 ~ 1892년에 활동한 서부 개척 시대의 무법자들이다. 갱스터들 중 세 명이 형제지간이었기에 돌턴 형제단(The Dalton Brothers)이라고도 불렸다. 주특기는 은행강도 및 열차강도였다. 1892년 캔자스주 커피빌에서 은행강도를 하던 도중 돌턴 형제 중 두 명과 다른 갱스터 두 명이 사살되었다. 생존자인 에멧 돌턴은 생포되어 감옥에서 14년을 살고 가석방되었다.
돌턴 형제들 중 첫째인 프랭크 돌턴은 부보안관이었는데 1888년에 살해되었다. 1890년, 그래튼 돌턴, 밥 돌턴, 에멧 돌턴의 3형제는 법집행관으로서 봉급을 제대로 받지 못하자 범죄자로 전향해서 돌턴 갱 활동을 했다. 또다른 형제인 윌리엄 M. 돌턴도 무법자 생활을 했으며, 와일드 번치의 단원이었다.